# Die Hölle der Jungfrauen
Pour plus de détails, voir Fiche technique et Distribution.
Die Hölle der Jungfrauen (en français L'Enfer des jeunes femmes) est un film allemand  muet réalisé par Robert Dinesen, sorti en 1928.
Il s'agit de l'adaptation du roman de Gabriela Zapolska.

## Synopsis
Mistkowski, le fils d'une domestique, a fait des études et travaille maintenant comme professeur de piano dans un pensionnat pour filles à Varsovie. Cette institution a gagné le surnom maléfique "l'Enfer des Vierges" en raison de la domination des femmes à la vie dissolue. Mistkowski, un homme d'âge moyen, déborde d'ambition. Contrairement à son humble père, il ne veut jamais être subordonné. Au contraire, il est déterminé à convaincre l'une de ses étudiantes, Stasia, la fille du riche et veuf propriétaire terrien Skuretzki. Julka, la femme de chambre intrigante et calculatrice du propriétaire terrien, qui a rendu son seigneur et maître obéissant et a également fait en sorte que Stasia, qu'elle considère comme une concurrence, disparaisse de la ferme, tente d'empêcher Mistkowski de son plan.
Bientôt, les deux adversaires ambitieux et morbides sont extrêmement en désaccord. Car tous deux prévoient par leurs actions rien de moins que de prendre un jour possession du domaine par mariage : Julka avec le propriétaire de la ferme et Mistkowski avec sa fille. Ce dernier attire la femme de chambre dans un piège afin de lui faire avouer devant l'écuyer, devenant même violent. Lorsque l'intrigue maléfique de Mistkowski échoue, il jette une lampe à pétrole allumée sur la femme de chambre dans un accès de rage. Bientôt, tout le pensionnat pour filles est en flammes et brûle jusqu'aux fondations. Le professeur de piano et la femme de chambre perdent la vie, tandis que Stasia est sauvée par le domestique. Ce n'est que maintenant que le père et la fille Skuretzki comprennent à quel point les deux intrigants morts possédaient un mauvais fonds et qu'ils n'étaient tous les deux qu'un moyen pour parvenir à une fin pour ces méchants. Chez le jeune docteur Dr. Gwosdetzki, Stasia trouve enfin une personne honnête.

## Fiche technique
- Titre original : Die Hölle der Jungfrauen
- Réalisation : Robert Dinesen
- Scénario : Max Jungk, Klaus Fery
- Compositeur : Gustav Gold
- Direction artistique : Willi Herrmann
- Photographie : Giovanni Vitrotti
- Production : Klaus Fery
- Société de production : Fery-Film GmbH
- Société de distribution : UFA
- Pays d'origine : Allemagne  République de Weimar
- Langue : allemand
- Format : Noir et blanc - 1,33:1 - 35 mm
- Genre : Drame
- Durée : 70 minutes
- Dates de sortie :
  - Allemagne  République de Weimar : 23 janvier 1928.

## Distribution
- André Nox : Skuretzki, propriétaire terrien
- Elizza La Porta (de) : Stasia, sa fille
- Dagny Servaes : Julka, la femme de ménage
- Werner Krauss : Mistkowski, le professeur de piano
- Dillo Lombardi : son père, ouvrier agricole
- Louise Woldera : Jusika
- Hans Heinrich von Twardowski : Franek
- Sylvia Torf : Franka
- Jules Massaro : Dr. Gwosdetzki
- Maria Forescu : la directrice du pensionnat
- Helene von Bolváry : Hauptlehrerin

## Production
Die Hölle der Jungfrauen est réalisé en tant que production commandée par l'UFA dans les studios de cinéma de Staaken entre le 5 juillet et le 11 août 1927. Le film passe la censure cinématographique le 30 septembre de la même année et est présenté le 22 janvier 1928 à Berlin.

## Source de traduction
- (de) Cet article est partiellement ou en totalité issu de l’article de Wikipédia en allemand intitulé « Die Hölle der Jungfrauen » (voir la liste des auteurs).

1. ↑  (en) The Complete Index to Literary Sources in Film, Bowker-Saur, 2011, 1039 p. (ISBN 9783110951943, lire en ligne), p. 515